# Sead Kolašinac
Sead Kolašinac (ur. 20 czerwca 1993 w Karlsruhe) – bośniacki piłkarz niemieckiego pochodzenia występujący na pozycji obrońcy we włoskim klubie Atalanta BC oraz w reprezentacji Bośni i Hercegowiny. Uczestnik Mistrzostw Świata 2014. Były młodzieżowy reprezentant Niemiec.

## Kariera klubowa
Kolašinac rozpoczął karierę w Karlsruher SC. W zespołach młodzieżowych tego klubu spędził osiem lat. Następnie grał w akademiach TSG 1899 Hoffenheim i VfB Stuttgart, a w styczniu 2011 roku przeniósł się do FC Schalke 04. W 2012 roku zdobył młodzieżowe Mistrzostwo Niemiec. W czerwcu 2012 roku podpisał trzyletni kontrakt z klubem. 15 września 2012 roku zadebiutował w Bundeslidze, w wyjazdowym zwycięstwie z Greuther Furth. Pierwszy raz na własnym stadionie zagrał w meczu z VfL Wolfsburg, gdy wszedł na ostatni kwadrans. W 2017 roku przeniósł się do Arsenalu.
2 stycznia 2021 został wypożyczony z Arsenalu do FC Schalke 04.

## Kariera reprezentacyjna
18 maja 2011 zadebiutował w reprezentacji Niemiec U-18, kiedy wszedł z ławki w meczu z Austrią. W marcu 2013 roku otrzymał pierwsze powołanie do reprezentacji Niemiec U-21, na mecz z Izraelem. 20 listopada 2013 zadebiutował w reprezentacji Bośni i Hercegowiny w przegranym 0:2 towarzyskim meczu z Argentyną.

## Sukcesy

### Arsenal
- Puchar Anglii: 2019/2020[1]
- Tarcza Wspólnoty: 2017[2], 2020[3]

### Atalanta BC
- Liga Europy: 2023/24[4][5][6]

### Bośnia i Hercegowina
- Kirin Cup: 2016

### Indywidualne
- Drużyna sezonu w Bundeslidze: 2015/2016, 2016/2017
- Drużyna sezonu Ligi Europy UEFA: 2018/2019